# Chiesa di Santa Maria Assunta (Lecco, Rancio)
La chiesa di Santa Maria Assunta è la parrocchiale di Rancio, frazione di Lecco, in provincia di Lecco e arcidiocesi di Milano; fa parte del decanato di Lecco.

## Storia
Nel 1566 Rancio risultava essere una cappella curata nell'ambito della pieve di Lecco; la chiesetta dell'Assunzione di Maria Vergine nel 1508 aveva il titolo di viceparrocchiale, come rilevato dall'arcivescovo Federico Borromeo durante la sua visita, mentre poi venne eretta a parrocchiale il 16 maggio 1639.
Dalla relazione della visita pastorale del 1746 dell'arcivescovo Giuseppe Pozzobonelli s'apprende che nella chiesa, la quale aveva come filiali gli oratori di San Martino e di San Carlo, avevano sede le confraternite del Santissimo Sacramento e della Santissima Trinità.
Nel 1877 iniziarono su disegno di Bernardino Todeschini i lavori di costruzione della nuova parrocchiale; l'edificio venne portato a compimento nel 1883, mentre il campanile era stato ultimato già due anni prima.
Nella prima metà del Novecento la chiesa fu abbellita con la realizzazione delle decorazioni.
In epoca postconciliare venne realizzato l'adeguamento alle nuove norme, con la rimozione delle balaustre e l'aggiunta dell'ambone e dell'altare rivolto verso l'assemblea.

## Descrizione

### Esterno
La facciata a salienti della chiesa, che volge a mezzogiorno, è suddivisa da una cornice marcapiano in due registri, entrambi scanditi da lesene; quello inferiore presenta i tre portali d'ingresso architravati e due nicchie con altrettante statue, mentre quello superiore, coronato dal timpano triangolare, è caratterizzato da un'ampia finestra e da altre due nicchie ospitanti dei simulacri.
Annesso alla parrocchiale è il campanile, disegnato da Angelo Manzoni e suddiviso in registri da cornici marcapiano; sulla cella si aprono quattro monofore a tutto sesto ed è coronata dalla guglia piramidale.

### Interno
L'interno dell'edificio si compone di tre navate, separate da pilastri abbelliti da lesene e sorreggenti archi a tutto sesto, sopra i quali corre la trabeazione modanata e aggettante su cui si imposta la volta; al termine dell'aula si sviluppa il presbiterio, rialzato di alcuni gradini, ospitante l'altare maggiore e chiuso dall'abside poligonale.